# Assedio di Anversa (1832)
L'assedio di Anversa del (1832) ha avuto luogo dopo la conclusione dei combattimenti della rivoluzione belga, con le truppe olandesi ancora stanziate ad Anversa, dopo la formazione del Regno del Belgio da gran parte degli ex territori che formarono i Paesi Bassi del Sud.
Il 15 novembre 1832, l'Armée du Nord del Regno di Francia al comando del maresciallo Gérard ha cominciato a porre le truppe olandesi al comando del generale David Hendrik Chassé di stanza nella cittadella fortificata sotto assedio. L'assedio finì il 23 dicembre 1832. I francesi avevano concordato con i ribelli belgi che questi non avrebbero partecipato alla battaglia.

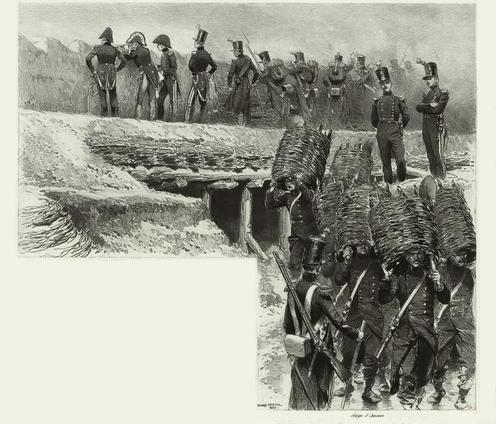
Genio francese durante l'assedio di Anversa

A seguito del primo intervento dell'esercito francese nel 1831 nella campagna dei dieci giorni, gli olandesi si ritirarono dal Belgio, ma mantennero una guarnigione nella cittadella fortificata di Anversa, da cui hanno bombardato la città. L'Armée du Nord e il suo specialista dell'assedio François Nicolas Benoît, Barone Haxo impiegarono 24 giorni per prendere questa cittadella e restituirla al regno del Belgio. Re Leopoldo I del Belgio ha fornito alla Francia alcuni cannoni di diversi calibri come ringraziamento per questa azione e il Senato di Francia ha offerto al Maresciallo Gérard una "spada d'honneur". Un monumento francese a ricordo dei morti francesi durante l'assedio è stato realizzato nel 1897, ma la città di Anversa lo ha rifiutato ed ora è a Tournai.

## Storia

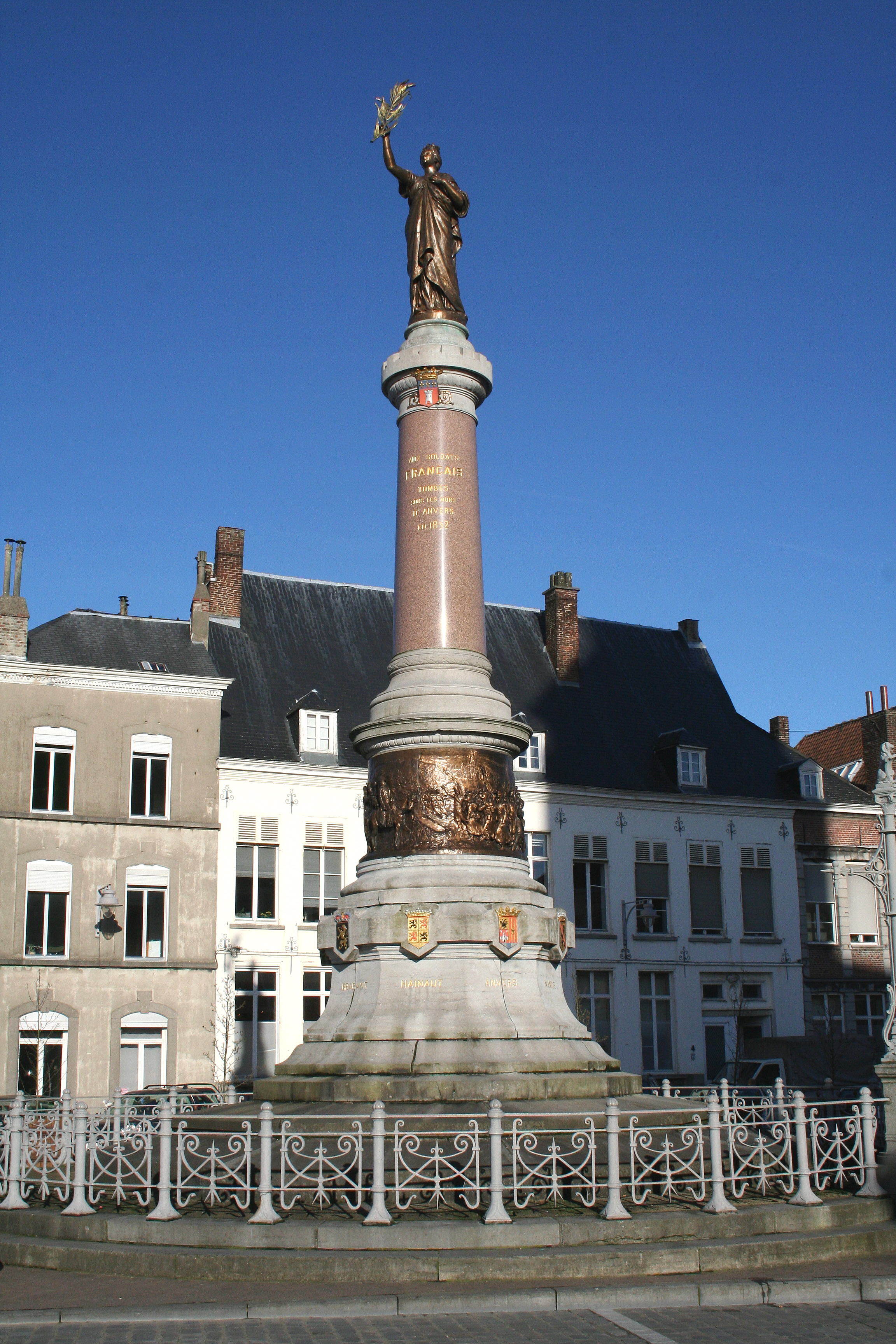
Monumento a ricordo dei soldati francesi morti durante l'assedio della cittadella fortificata di Anversa

Quando gli olandesi si ritirarono dal Belgio dopo la campagna denominata "Campagna dei dieci giorni", lasciarono una guarnigione nella cittadella di Anversa, che ha portato a un secondo intervento dell'Armée du Nord del maresciallo Gérard, che è tornato con il suo esercito in Belgio il 15 novembre 1832, quando assediò Anversa.
Il generale olandese Chassé, un ex soldato di Napoleone, bombardò la città di Anversa dal forte utilizzando palle incendiarie, dando fuoco a centinaia di case e causando numerose vittime tra la popolazione civile. Ciò ha causato l'intervento dei volontari belgi che fino ad allora erano stati tenuti fuori dal combattimento. Nel frattempo, l'esercito belga, a poco a poco formatosi ed equipaggiato, è andato a difendere gli argini della Schelda a nord di Anversa, impedendo agli olandesi di danneggiarli.
Per diversi decenni, le tattiche di Vauban per l'assedio delle fortezze erano limitate al metodo delle gallerie e trincee parallele, solitamente causando la resa degli assediati subito dopo che le pareti delle fortificazioni sono trafitte. La  Armée du Nord concepì l'idea di utilizzare uno dei primi grandi mortai. A differenza di cannoni e moschetti che sparano in linea retta, i mortai possono sparare un proiettile lungo una traiettoria curva che permette di colpire direttamente sopra i difensori della fortezza.
Leopoldo I ha donato parecchi cannoni di vari calibri alla Francia e il maresciallo Gerard ha ricevuto una spada d'onore offerto dal re e dal governo belga in segno di gratitudine.
Nel giugno 1837, per celebrare il matrimonio del duca di Orléans, ai Champ de Mars di Parigi vi fu la rappresentazione della scena della cattura del forte di Anversa..